# JASTA
JASTA  là tên viết tắt của Justice Against Sponsors of Terrorism Act, (tạm dịch) Tiếng Việt: Đạo luật Công lý Chống Tài trợ Chủ nghĩa khủng bố , là một dự luật đã được Thượng viện Hoa Kỳ thông qua vào tháng 5 năm 2016 và Hạ viện Hoa Kỳ phê chuẩn ngày 9 tháng 9 năm 2016. Đạo luật này cho phép thân nhân và gia đình các nạn nhân thiệt mạng trong vụ khủng bố 11 tháng 9 năm 2001 khởi kiện Ả Rập Xê Út. Đạo luật JASTA từng bị Tổng thống Hoa Kỳ Obama phủ quyết ngày 23 tháng 9. Nhưng ngày 28 tháng 9, Quốc hội Hoa Kỳ biểu quyết lại lần nữa và chính thức vô hiệu hóa quyền phủ quyết của Tổng thống Barack Obama với tỷ lệ áp đảo 338 phiếu thuận và 74 phiếu chống - vượt qua mức đa số 2/3 cần thiết theo luật định.
Quyết định công nhận dự luật của Quốc hội Hoa Kỳ được xem là một đòn giáng mạnh vào uy tín của Tổng thống Obama và chính quyền Ả Rập Xê Út, đồng minh lâu đời nhất của Mỹ ở thế giới Arab. Sau khi JASTA có hiệu lực, quân đội, nhân viên tình báo, ngoại giao và công vụ Mỹ ngay lập tức có thể đối diện với các vụ kiện ở nước ngoài.
Ngoài ra, tài sản của chính quyền Mỹ ở nước ngoài cũng có nguy cơ bị tịch thu.
Các nhà lập pháp Mỹ thì tuyên bố ưu tiên của họ không phải là Ả Rập Xê Út mà là gia đình gần 3.000 nạn nhân vụ 11 tháng đang đòi công lý. 
Giới chức Mỹ tin rằng, 15/19 tên không tặc tham gia cuộc tấn công được xác định đến từ Ả Rập Xê Út